# Consuegra
Consuegra település Spanyolországban, Toledo tartományban. Consuegra Madridejos, Villarrubia de los Ojos, Urda, Los Yébenes, Mora és Turleque községekkel határos. Lakosainak száma 9758 fő (2024).

## Népesség
A település népessége az utóbbi években az alábbiak szerint változott:
| Lakosok száma | 10 047 | 10 352 | 10 635 | 10 932 | 10 923 | 10 516 | 10 146 | 9998 | 9886 | 9758 |
|               | 2001   | 2004   | 2007   | 2009   | 2012   | 2014   | 2017   | 2019 | 2022 | 2024 |